# لویک میکائلیان
لویک میکائلیان () کشتی‌گیر اهل ارمنستان است که در مسابقات کشوری و بین‌المللی در مجموع برندهٔ ۱ مدال نقره شده‌است.